# Barometrische Höhenmessung in der Luftfahrt
Die Barometrische Höhenmessung in der Luftfahrt basiert auf der genäherten Höhenbestimmung durch Messen des Luftdrucks. Für die Bestimmung der absoluten Höhe (über Meeresniveau) ist das Verfahren zwar ungenau, doch erfüllt es im Allgemeinen die Forderung, dass die Flughöhe relativ zu anderen Luftfahrzeugen so verlässlich ist, dass die von der Flugsicherung zugewiesene Flughöhe oder Flugfläche jede nahe Begegnung mit anderen Flugzeugen ausschließt.
Zur Messung des Luftdrucks werden in der Luftfahrt verschiedene Kennwerte und Verfahren verwendet, welche sich teilweise von denen der Meteorologie unterscheiden.

## Messprinzip
Höhenmesser sind Barometer, die eine dem Luftdruck unter Normalbedingungen entsprechende Höhe anzeigen.
Um lokale Luftdruckabweichungen, welche durch Hoch- und Tiefdruckgebiete in der Atmosphäre ständig vorkommen, korrigieren zu können, muss die Nullmarke des barometrischen Höhenmessers vom Benutzer verändert werden können. Das Setzen dieser Nullmarke und auch die Basiseichung des Barometers erfolgt anhand einer Standardatmosphäre, welche durch eine technische Vorschrift weltweit festgelegt ist.
Der Höhenmesser braucht einen Abnahmepunkt für den statischen Luftdruck, den Statik-Port. Dieser kann an speziellen Punkten des Rumpfes liegen oder in ein Pitot-Rohr integriert sein. Bei Flugzeugen ohne Druckkabine kann ein Reserve-Abnahmepunkt in der Kabine liegen.

## Anzeige

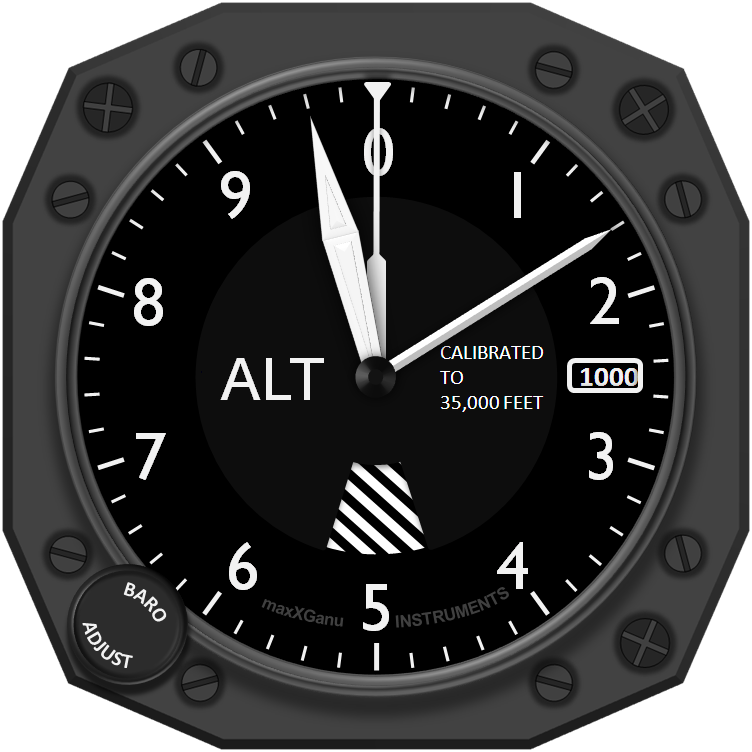
Höhenmesser mit drei Zeigern, auf der 3-Uhr-Position Anzeige des eingestellten Luftdruckwerts QNH, der mit dem Knopf links unten eingestellt werden muss

Analoge Anzeigegeräte („Uhr“ bzw. „Kollsman Window“) zeigen den Druck und die daraus hergeleitete Höhe mechanisch direkt über Zeiger und einer normierten Skala an. Abhängig von der verwendeten Maßeinheit ergibt eine Umdrehung des „Minuten“-Zeigers 1000 m oder 1000 Fuß. Die Anzeige der durchlaufenen 1000er-Schritte übernimmt ein zweiter „Stunden“-Zeiger oder eine Ziffernscheibe, vergleichbar der Datumsanzeige einer Armbanduhr. 
Inzwischen findet meist eine digitale Anzeige Anwendung. Die barometrische Höhe wird im Primary Flight Display und einem Ersatzinstrument angezeigt.
Die Sink- und Steigrate des Luftfahrzeuges, also die Höhenänderung pro Zeit, zeigt ein gesondertes Variometer an.

## Genauigkeit
Die Genauigkeit eines barometrischen Höhenmessers beträgt einige Dekameter (dam) und wird mit größerer Flughöhe geringer. Zur Abschätzung der absoluten Flughöhe (wahre Höhe, engl. true altitude) müssen die lokalen Luftdruckänderungen aufgrund von meteorologischen Veränderungen (Wetter) regelmäßig durch Nachstellen der Nullmarke berücksichtigt werden. Neben der Höhe hängt der Druck von der Temperatur- und Luftfeuchtigkeitsverteilung ab.
Korrekturwerte werden von Flugwetterstationen am Boden ermittelt und den Luftfahrzeugführern im entsprechenden Bereich mitgeteilt. Je nach Verwendungszweck gibt es unterschiedlich normierte Luftdruckangaben, welche durch Q-Gruppen gekennzeichnet werden.
Merksatz hierzu: „Im Winter sind die Berge höher“. Begründung: in einer kalten Luftsäule ist die Dichte der Luft am Boden höher. Dadurch sinkt der Luftdruck in einer kalten Luftsäule schneller mit der Höhe als in einer warmen Säule. Die angezeigte Flughöhe wird durch den geringeren Luftdruck höher angezeigt als die wahre Höhe. In Pilotenkreisen heißt es auch: „Vom Hoch zum Tief gehts meistens schief“. Begründung: Wird der am Startflughafen eingestellte Luftdruck beim Einflug in ein Tiefdruckgebiet beibehalten, zeigt der Höhenmesser dort durch den geringeren Luftdruck eine größere Höhe als die tatsächlich geflogene an. Insbesondere bei Flügen unter Instrument Meteorological Conditions (IMC) besteht dann die Gefahr eines Controlled flight into terrain (CFIT).

## Q-Schlüssel
→ Siehe Hauptartikel: Q-Schlüssel
Die Q-Schlüssel wurden in der Morsezeit willkürlich definiert, um den Verkehr zu beschleunigen.
Funkt z. B. ein Pilot zum Flugplatz „Erbitte QNH“, so bedeutet das: „Bitte sage mir, wie ich meinen Höhenmesser einstellen muss, damit er nach der Landung genau die Platzhöhe anzeigt.“ Die Antwort des Flugplatzes lautet dann z. B. „QNH 1010“, was bedeutet: „Wenn Du auf der Einstellskala Deines Höhenmessers 1010 hPa einstellst, so wird er nach der Landung genau die Platzhöhe anzeigen.“
In der Luftfahrt in Europa sind die Q-Schlüssel für die Höhenangaben (QNH, QNE, QFE) und Peilungen (QDM, QDR, QUJ, QTE) in Gebrauch.

### QFE
QFE ist der gemessene Luftdruck am Boden (engl. Atmospheric pressure at airfield elevation, Merkhilfe: engl. Field Elevation). Die Maßeinheit ist Hektopascal hPa (in den USA inch Hg).
Wird am Höhenmesser das QFE eingestellt, so zeigt er in einem Flugzeug am Boden eine Höhe von 0 m oder 0 ft an. Im Flug zeigt er annähernd die Flughöhe über jenem (nahen) Flugplatz, dessen QFE-Wert eingestellt wurde.
Beim Kunstflug wird der Höhenmesser allgemein auf QFE gestellt, um jederzeit unmittelbar die Höhe über dem Boden angezeigt zu bekommen. Er findet auch Anwendung im Segelflug am Platz. Außerhalb der genannten Anwendungsfälle, für die charakteristisch ist, dass sie kurze Flüge in geringen Höhen von und zum selben Flugplatz nach VFR umfassen, ist die Höhenmessereinstellung auf QFE nur noch in wenigen Gegenden üblich.

### QNH
Der QNH-Druck ist der anhand der ICAO-Standardatmosphäre auf Meereshöhe reduzierte aktuelle Druck vor Ort (Merkhilfe engl. "Nautical Height"). Wird er am Höhenmesser als Bodendruck eingestellt, zeigt der Höhenmesser die ungefähre Höhe des Flugzeugs über dem Meeresspiegel. 
QNH ist genauso wetterabhängig wie der tatsächliche Druck, der am Ort des Platzes (QFE) herrscht, es wird aber ein Betrag von 1,22 hPa pro 10 m über Meereshöhe hinzugefügt. Der QNH-Druck ist einfach zu berechnen, da dem QFE eines Ortes immer der gleiche lokale Wert hinzugefügt wird: 
Bei einer Flugplatzhöhe von 600 m wird z. B. auf den vor Ort gemessenen Druck QFE von 950 hPa der aus der Flugplatzhöhe errechnete Korrekturwert von 73,2 hPa addiert um als QNH 1023,2 hPa anzugeben. 
Da QNH abhängig vom lokalen Wetter ist, muss der Höhenmesser nicht nur am Start- und Landeort auf das lokale QNH eingestellt werden, sondern während des gesamten Fluges auf die QNH-Werte der jeweils nächstgelegenen Flugplätze mit Flugverkehrskontrollstelle. Oberhalb der Übergangshöhe (bzw. „Transition Altitude“; in Deutschland i. d. R. 5.000 Fuß MSL bzw. 2.000 Fuß AGL) ist die Anzeige auf Standarddruck (1013,25 hPa / auch QNE genannt) umzustellen; umgekehrt ist bei Unterschreiten der Übergangsfläche (bzw. „Transition Level“; in Deutschland i. d. R. mindestens FL 60) wieder als Bezugsdruck QNH einzustellen. Der aktuelle Wert der Übergangsfläche kann über die jeweilige ATIS abgefragt werden.
QNH-Druck zeigt die reale Höhe nicht metergenau an. Das spielt keine Rolle, da die absolute Höhenabweichung für alle Flugzeuge, die denselben QNH verwenden, die gleiche ist. 
Dies ist wichtig für Instrumentenflug und für die Staffelung der Flugflächen.

### QNE
QNE bezeichnet in Deutschland die Höhe eines Flugplatzes, die der Höhenmesser bei der Landung anzeigt, wenn auf der Nebenskala 1013,25 hPa eingestellt ist. 
QNE ist kein von der Internationalen Zivilluftfahrtorganisation ICAO für den Gebrauch in der Luftfahrt definierter Q-Code. Es gibt allerdings nationale Luftfahrtbehörden oder Wetterdienste (z. B. Deutscher Wetterdienst), die diesen festlegen, wie z. B. die Zivilluftfahrtbehörde des Vereinigten Königreichs (CAA) im Radiotelephony Manual von 2016. Jedoch weichen diese nationalen bzw. nur für Teilgebiete der Luftfahrt geltenden Definitionen teils voneinander ab.
Die Verwendung des Codes QNE ist somit aufgrund einer fehlenden globalen Definition und dem Vorhandensein von lokalen, mitunter verschiedenen Festlegungen, problematisch.

### QFF
QFF bezeichnet den Luftdruck reduziert auf Meereshöhe (MSL) unter Berücksichtigung des Messortes, des vertikalen Luftdruckgradienten und der Temperatur. 
Für die Höhenmessung in Flugzeugen hat QFF keine Bedeutung. In der Meteorologie dient zum weltweiten Vergleich von Luftdruckwerten bei Bodenwetterkarten.